# Viscount Melville

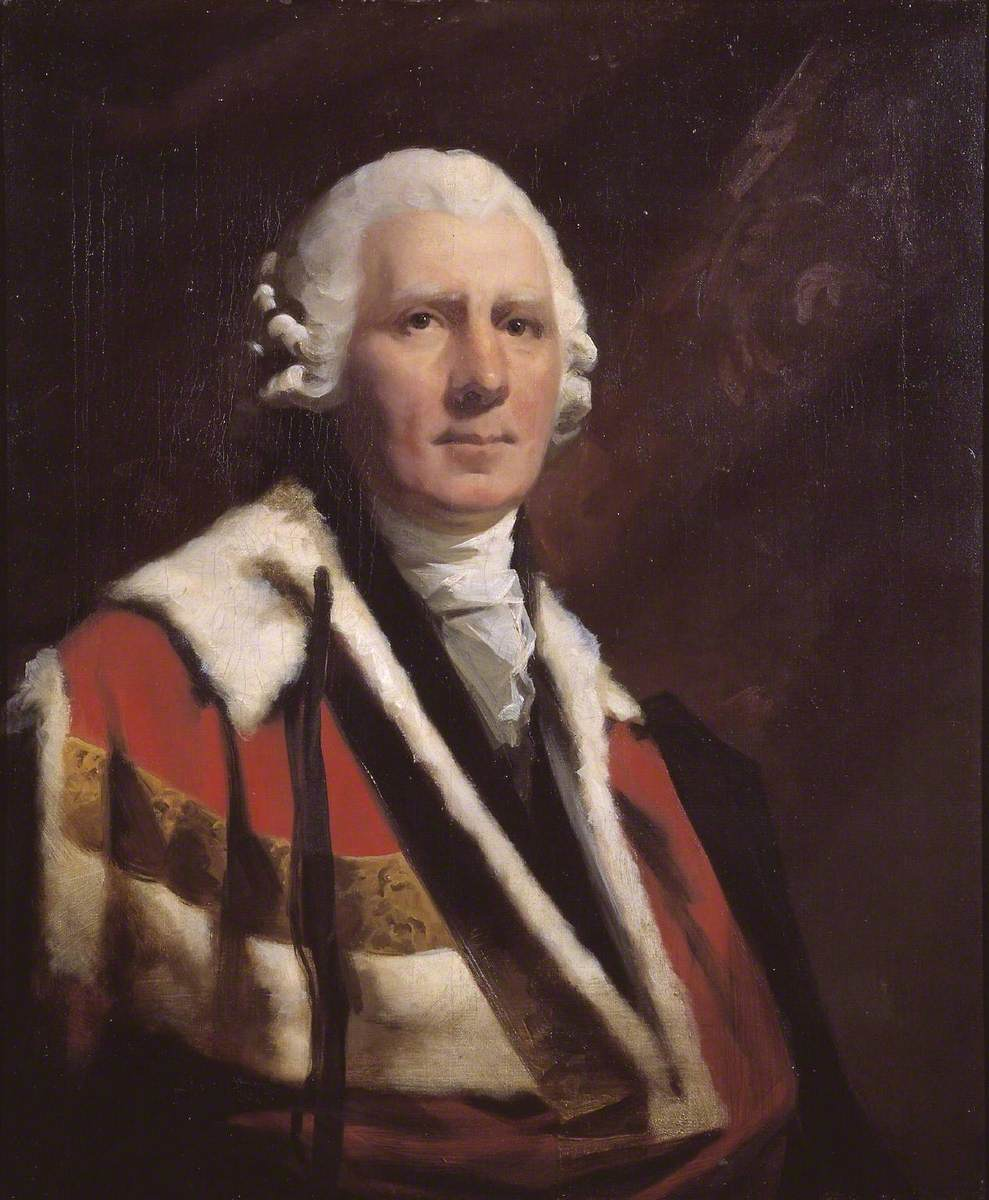
Henry Dundas, 1. Viscount Melville

Viscount Melville, of Melville in the County of Edinburgh, ist ein erblicher britischer Adelstitel in der Peerage of the United Kingdom.
Familiensitz der Viscounts war früher Melville Castle bei Dalkeith in Midlothian und ist heute Wey House bei Norton Fitzwarren in Somerset.

## Verleihung
Der Titel wurde am 24. Dezember 1802 für den bekannten Rechtsanwalt und  Politiker Henry Dundas geschaffen. Dieser war Innen- und Kriegsminister in verschiedenen Kabinetten gewesen. Später wurde er dann Erster Lord der Admiralität. Eine Earlswürde lehnte er 1809 ab.

## Nachgeordnete Titel
Dundas erhielt gleichzeitig mit der Viscountswürde den Titel Baron Dunira, in the County of Perth. Dieser wird als nachgeordneter Titel geführt.

## Liste der Viscounts Melville (1802)
- Henry Dundas, 1. Viscount Melville (1742–1811)
- Robert Saunders-Dundas, 2. Viscount Melville (1771–1851)
- Henry Dundas, 3. Viscount Melville (1801–1876)
- Robert Dundas, 4. Viscount Melville (1803–1886)
- Henry Dundas, 5. Viscount Melville (1835–1904)
- Charles Dundas, 6. Viscount Melville (1843–1926)
- Henry Dundas, 7. Viscount Melville (1873–1935)
- Henry Dundas, 8. Viscount Melville (1909–1971)
- Robert Dundas, 9. Viscount Melville (1937–2011)
- Robert Dundas, 10. Viscount Melville (* 1984)

Mutmaßlicher Titelerbe (Heir Presumptive) ist der jüngere Bruder des jetzigen Viscounts, Hon. James Dundas (* 1986).